# Epichorista tenebrosa
Epichorista tenebrosa es una especie de polilla del género Epichorista, categorizada en la tribu Archipini, de la subfamilia Tortricinae.

## Distribución y hábitat
Se distribuye por Oceanía: en Nueva Zelanda, en la montaña de Ben Lomond. Se ha encontrado a una altitud de 4000 pies en pastizales de matas.

## Taxonomía
Fue descrita por Alfred Philpott en 1917.
Tratamiento taxonómico
La especie aparece registrada y publicada en Transactions and Proceedings of the New Zealand Institute 49: 243.